# Dreifaltigkeitskirche (Oberbalzheim)

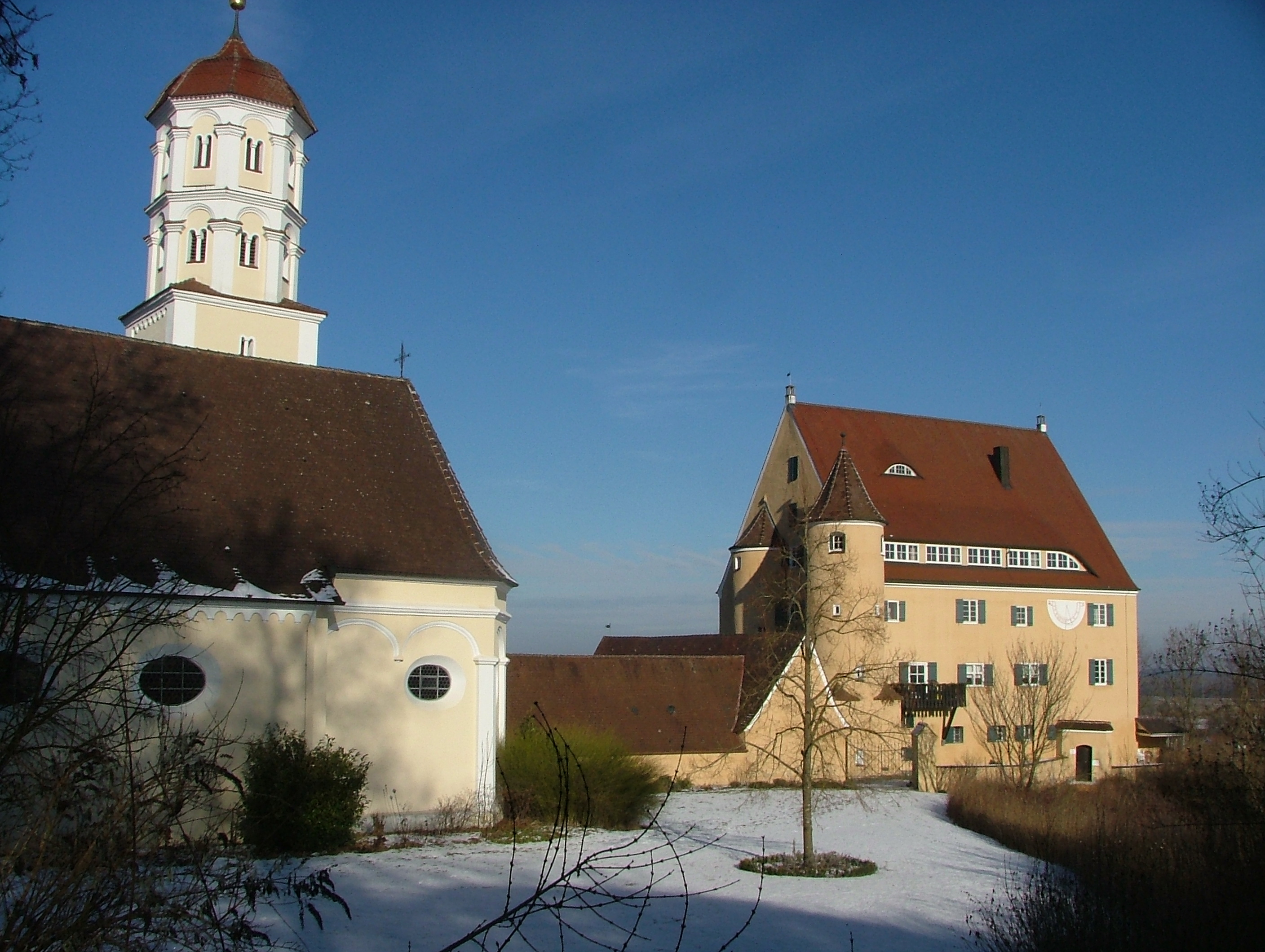
Dreifaltigkeitskirche in Oberbalzheim

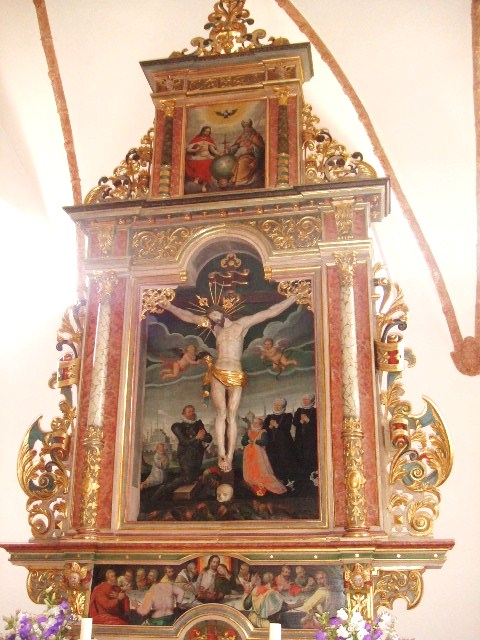
Altar

Die evangelische Dreifaltigkeitskirche steht in Oberbalzheim, einem Gemeindeteil von Balzheim im Alb-Donau-Kreis in Baden-Württemberg. Die Kirche gehört zur evangelischen Kirchengemeinde Balzheim im Kirchenbezirk Biberach der Württembergischen Landeskirche. Das Bauwerk ist beim Landesamt für Denkmalpflege Baden-Württemberg als Baudenkmal eingetragen.

## Beschreibung
Die Saalkirche wurde 1608 als Grablege für Servatius Ehinger erbaut. Sie besteht aus einem Langhaus, einem eingezogenen, dreiseitig geschlossenen Chor im Osten und einem Chorflankenturm auf quadratischem Grundriss an der Nordwand des Chors. Er wurde mit zwei achteckigen Geschossen aufgestockt, die den Glockenstuhl mit fünf Kirchenglocken beherbergen, und mit einer Glockenhaube bedeckt.
Der Innenraum des Langhauses ist mit einer Kassettendecke überspannt, der des Chors mit einem Sterngewölbe, dessen Gewölberippen von Konsolen ausgehen. Zur Kirchenausstattung gehört ein Altar von 1609, auf dessen Predella das Abendmahl Jesu und auf dem Altarauszug die Trinität dargestellt ist. Die Kanzel wurde bereits 1583 gebaut. Die Orgel wurde 1873 als Opus 59 von der Giengener Orgelmanufaktur Gebr. Link gebaut.